# Teddy Reno International - Exitos Internacionales
Teddy Reno International - Exitos Internacionales è un album del cantante Teddy Reno pubblicato nel 1956 dalla Odeon.

## Tracce
Lato A
1. Quedate cerca de mi (Delle Grotte, Ciervo, Baratta)
2. Cita a las seis (Salas)
3. Mis manos (Bécaud)
4. La luna en el Rio (Marshall, Testoni, Panzeri)

Lato B
1. Aquella (Di Paola, Bertini, Taccani)
2. Vino vino (Sieczynski)
3. Dame (Meccia)
4. Ea! Canastos (Lecorde, Locatelli, Palasco)